# Kuifhavik
De kuifhavik (Lophospiza trivirgata) is een roofvogel uit de familie van de havikachtigen (Accipitridae).

## Kenmerken
Ze hebben grijsbruine veren met op de kop een kuif. De vleugels zijn kort en breed en de staart is vrij lang, wat hem tot een snelle en behendige vlieger maakt. Ze worden 30 tot 46 centimeter groot, waarbij vrouwtjes veel groter zijn dan mannetjes.  Mannetjes hebben een donkerbruine kroon, een grijze kop en zwarte strepen aan de keel, borst en buik. Vrouwtjes zijn meer bruin van kleur op kop en borst.

## Leefwijze
Ze jagen op vogels, kleine zoogdieren en reptielen. 
De kuifhavik leeft solitair of in paartjes, De kuifhavik is een echte bosvogel en zal ook niet snel op open plekken vliegen, behalve als het deel uitmaakt van een paringsritueel.
Hoewel de Kuifhavik van nature een bosvogel is, komt het recentelijk in Taiwan (ondersoort L. t. formosae) steeds vaker voor dat de vogel de steden in trekt. In vergelijking met de bosvogels hebben de stadshaviken meer succes met voortplanting, met name door het gebrek aan andere diersoorten die het nest verstoren.

## Voortplanting
Hun nest wordt gemaakt van takken waarin ze 2 tot 3 eieren leggen.

## Verspreiding en leefgebied
Hij leeft in tropische gebieden in Azië, met name in India, Sri Lanka, China, Indonesië en de Filipijnen. Daar leven ze in de laaglanden en niet in de bergen.
De soort telt elf ondersoorten:
- L. t. indica: van noordoostelijk India tot zuidelijk China, Indochina en Malakka.
- L. t. formosae: Taiwan.
- L. t. peninsulae: zuidwestelijk India.
- L. t. layardi: Sri Lanka.
- L. t. trivirgatus: Sumatra.
- L. t. niasensis: Nias (nabij westelijk Sumatra).
- L. t. javanica: Java.
- L. t. microsticta: Borneo.
- L. t. palawana: Palawan en de Calamianeilanden (westelijke Filipijnen).
- L. t. castroi: Polillo (noordelijke Filipijnen).
- L. t. extima: de zuidoostelijke Filipijnse eilanden.

## Status
De grootte van de populatie wordt geschat op enkele tienduizenden vogels. Op de Rode lijst van de IUCN heeft deze soort de status niet bedreigd.

## Taxonomie
De Kuifhavik werd voormalig beschreven door de Nederlandse taxonomist C.J. Temminck onder het genus Falco, maar werd later naar het genus Accipiter verplaatst. Dit is echter een zeer breed genus met en de kuifhavik bleek na genetisch onderzoek helemaal niet in deze genus te passen. Samen met de Grijskophavik (Accipiter griseiceps) werd de Kuifhavik daarom onder het genus Lophospiza geplaatst.